# Unité des communes valdôtaines du Mont-Émilius
L'Unité des communes valdôtaines du Mont-Émilius réunit 10 communes valdôtaines.
- Brissogne
- Charvensod
- Fénis
- Gressan
- Jovençan
- Nus
- Pollein
- Quart
- Saint-Christophe
- Saint-Marcel

Son nom dérive du mont Émilius, qui domine la région occupée par ces communes.
Le but principal est celui de favoriser le développement des communes, la préservation de l'environnement et la sauvegarde des traditions et de la culture locales.
Les directives de travail des dernières années se sont concentrées notamment sur :
- Le développement et la sauvegarde des alpages ;
- Le développement du tourisme.